# Akakor
Akakor es el nombre que recibiría una supuesta ciudad mítica subterránea antiquísima que se encontraría en algún lugar indeterminado de la selva amazónica entre Bolivia, Brasil y el Perú, según el relato no comprobado de un ciudadano alemán que afirma ser cacique de una tribu indígena amazónica.
Apareció por primera vez mencionada en una descripción del periodista alemán Karl Brugger como parte de su libro La crónica de Akakor (1976), el cual se basaba en unas conversaciones con el ciudadano brasileño Tatunca Nara, personaje de dudoso origen que afirmaba ser todo un cacique indígena. Aunque Brugger, al parecer, había quedado convencido, la información de su libro solo tenía como fuente las afirmaciones del propio Tatunca Nara, personalidad que posteriormente sería puesta en evidencia por el activista y aventurero Rüdiger Nehberg, quien acusó al supuesto cacique de ser en realidad Günther Hauck, un alemán huido de su país.
Ciertos elementos de la historia contenida en La crónica de Akakor fueron utilizados en la película de 2008 Indiana Jones y el reino de la calavera de cristal, (disimulados mediante referencias a «Akator» en el film) donde se combinan libremente con elementos del mito de El Dorado.